# Montagne d'Alaric
Pour les articles homonymes, voir Alaric.
La montagne d'Alaric (en occitan montanha d'Aric) est une montagne située dans le département de l'Aude au sud-est de Carcassonne dans les Corbières. Son point culminant est le signal d'Alaric à 600 m. Son versant nord est un terroir viticole appelé vignoble de la Montagne d'Alaric.

## Étymologie
Son nom a pour origine l'installation en 412 dans le Sud-Ouest de la France actuelle des Wisigoths, un peuple germanique qui fonda dans la région un royaume avec Toulouse pour capitale. Leur roi Athaulf (410-415) — beau-frère et successeur du roi Alaric (395-410) — y fit construire un puissant fort. La légende raconte que le tombeau du roi Alaric se trouverait dans une grotte creusée dans la montagne. Alaric étant mort en 410 dans le sud de l'Italie, il est possible que ce soit plutôt le roi Alaric II, qui régna de 484 à 507 et qui fut le dernier monarque du royaume wisigoth de Toulouse.

## Géographie

### Situation

Carte topographique de la montagne d'Alaric.

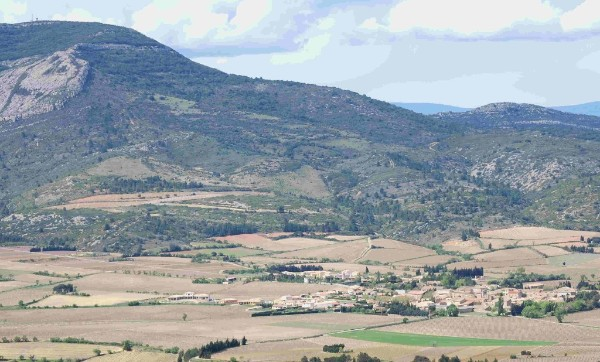
Vue du sommet d'Alaric (à gauche), avec le rocher de Roland (à droite) et la commune de Camplong-d'Aude au pied.

La montagne d'Alaric constitue le contrefort nord du massif des Corbières. D'une longueur d'une quinzaine de kilomètres, s'étirant d'ouest en est de la commune de Monze à celle de Fabrezan, sa largeur va grandissant, d'environ trois à cinq kilomètres. Elle est bordée au nord par la plaine alluviale de l'Aude, au sud-est par celle de l'Orbieu, et au sud par le petit ruisseau des Mattes.
Les communes la bordant, en partant du sud-est et en tournant dans le sens des aiguilles d'une montre, sont : Camplong-d'Aude, Ribaute, Lagrasse, Montlaur, Pradelles-en-Val, Monze, Floure, Barbaira, Capendu, Comigne, Douzens, Moux, Fontcouverte et Fabrezan.

### Topographie

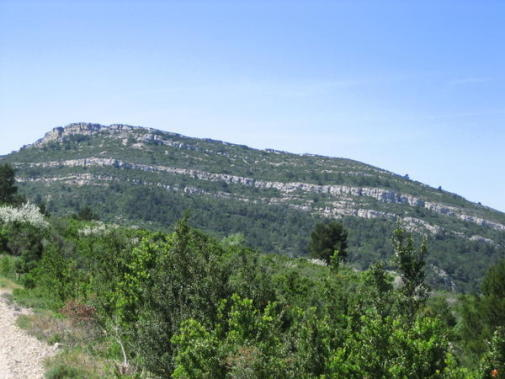
Vue du rocher de Roland depuis la montagne d'Alaric

La montagne d'Alaric est constituée de deux barres rocheuses. La principale, est-ouest, d'une longueur d'une quinzaine de kilomètres, est bordée au nord par la plaine alluviale de l'Aude qui la sépare de la montagne Noire. L'altitude de la crête va croissant d'ouest en est, pour culminer à l'extrémité est au signal d'Alaric dont l'altitude est de 600,3 m. De là part la seconde barre rocheuse, de direction nord-est sud-ouest, bordée par la plaine alluviale de l'Orbieu, d'une longueur d'environ six kilomètres, et coupée en son milieu par le ruisseau des Mattes.
Outre le point culminant, les principaux sommets sont le roc de l'Aigle (527 m), Miramont (507 m), le rocher de Belaussel (437,9 m).

### Géologie

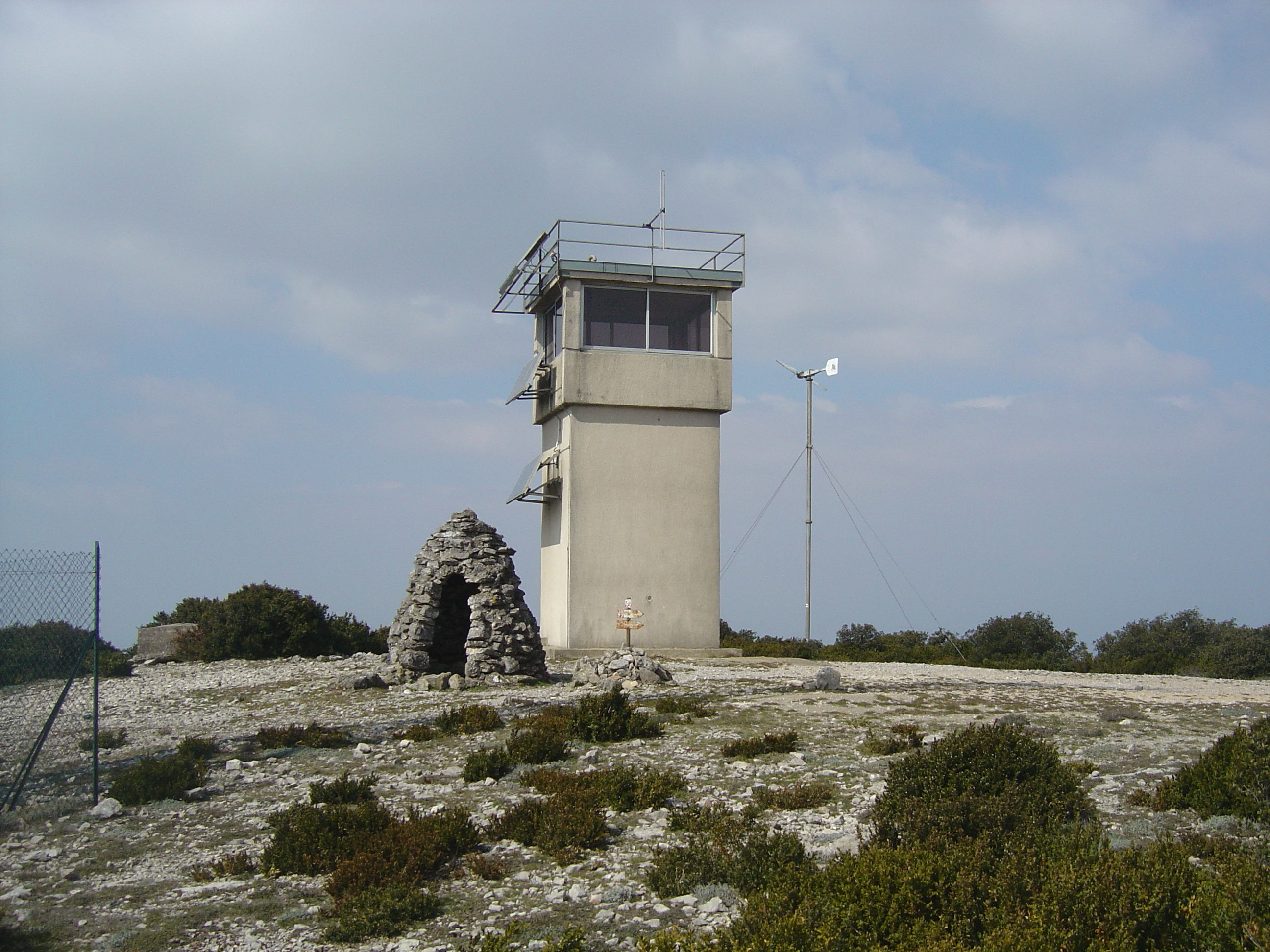
Tour au sommet du signal d'Alaric

La montagne d'Alaric est un pli anticlinal orienté est-ouest. Cette déformation a été occasionnée, lors de la formation des Pyrénées durant le Tertiaire, par le rapprochement de la plaque ibérique vers le continent européen. Ce pli en forme de voûte est constitué de strates calcaires et gréseuses.

### Climat
L'altitude de la montagne d'Alaric est nettement insuffisante pour que l'on puisse constater un climat de type montagnard. L'Alaric est climatiquement un seuil entre le climat méditerranéen du Narbonnais et un climat « toulousain » essentiellement de type océanique aquitain[réf. souhaitée].

## Histoire
Sur son versant sud-est se trouvent les ruines du château d'Alaric (castrum) du XIe siècle pris en mai 1210 par Simon de Monfort au seigneur d'Alaric (avant la prise de Minerve et de Termes), le prieuré Saint-Michel de Nahuze. D'autres ruines d'un prieuré fortifié, le prieuré Saint-Pierre d'Alaric, se situent plus au nord sur le sentier GR77 entre Moux et le signal d'Alaric.

## Accès
Le lieu est signalé aux utilisateurs de l'autoroute A61, qui passent à proximité, par des grands panneaux sur fond marron.

## Tourisme
Le signal de l'Alaric est le point de départ (ou d'arrivée) du GR 77.
Une petite partie du massif (commune de Lagrasse) appartient au parc naturel régional Corbières-Fenouillèdes, dont elle constitue l'extrémité septentrionale.